# Списак највиших зграда у Русији
Први облакодери у Русији изграђени су током стаљинизма у СССР. Ови облакодери су познати као Седам Сестара, који су изграђени у стаљинистичком архитектонском стилу. Први облакодер у Русији била је зграда Котелническаја насип. Облакодери у Русији су међу највишим у Европи и западној хемисфери, многи од њих су лоцирани у Московском међународном пословном центру у руској престоници, у Москви.
Од 2019. године, Лахта центар из Санкт Петербурга је дефакто највиши облакодер у Русији. Лахта центар је такође и највиша зграда у Европи, а зграде из Русије заузимају првих 5 места на списку највиших зграда у Европи.

## Највише зграде
Ова листа представља све највише зграде у Русији које су високе најмање 150 m, на основу стандардног мерења висине. Ово укључује све архитектонске детаље, као и антене.
| РБ | Назив                                                | Слика | Локација                                                                | Висина m (ft) | Бр спратова | Година | Напомене |
| -- | ---------------------------------------------------- | ----- | ----------------------------------------------------------------------- | ------------- | ----------- | ------ | --- |
| 1  | Лахта центар                                         |       | Санкт Петербург                                                         | 462           | 87          | 2019   | Седиште Газпрома. Такође и највиша зграда у Европи. |
| 2  | Кула Федерација (Источна кула/Восток)                |       | Москва 55° 44′ 59.17″ N 37° 32′ 13.70″ E / 55.7497694° С; 37.5371389° И | 374 m         | 95          | 2017   | Састоји се од две куле, источног торња/Востока (највише) и Западног торња/Запада. |
| 3  | Торањ ОКО (Јужни торањ)                              |       | Москва                                                                  | 354,1 m       | 85          | 2015   | Завршен 2015. године, ОКО је друга највиша зграда у Руској Федерацији и друга највиша зграда у Европи. Састоји се од две куле: Јужна кула (највиша) и Северна кула.                                                                              |
| 4  | Торањ Нева 2                                         |       | Москва                                                                  | 345           | 79          | 2020   | |
| 5  | Градски торањ Меркур                                 |       | Москва                                                                  | 338,8 m       | 75          | 2012   | Завршена 2012. године, Градски Торањ Меркур је трећа највиша зграда у Руској Федерацији, као и трећа највиша зграда у Европи. Посебан облик и пламтљива бакар-наранџаста фасада помажу да се Градски Торањ Меркур издвоји од остатка облакодера. |
| 6  | Евразија                                             |       | Москва                                                                  | 308,9 m       | 72          | 2013   | Завршена 2013. године, кула Евразија је четврта највиша зграда у Руској Федерацији и пета највиша зграда у Европи. |
| 7  | Торањ Главни град (Торањ Москва)                     |       | Москва                                                                  | 301,6 m       | 76          | 2009   | Пета највиша зграда у Руској Федерацији и шеста највиша зграда у Европи. Састоји се од торњева, од којих свака представља главни град Русије, Московску кулу (највишу) и торањ у Ст Петерсбургу.                                                 |
| 8  | Торањ Нева 1                                         |       | Москва                                                                  | 297           | 65          |        | |
| 9  | Набрежнаја Торањ (Москва)                            |       | Москва                                                                  | 268,4 m       | 61          | 2007   | Састоји се од три куле: А, Б и Ц (највиша). |
| 10 | Палата Тријумф                                       |       | Москва                                                                  | 264,1 m       | 52          | 2006   | |
| 11 | Торањ Главни град (Торањ Санкт-Петербург)            |       | Москва                                                                  | 257 m         | 65          | 2009   | |
| 12 | Торањ Еволуција                                      |       | Москва                                                                  | 255 m         | 53          | 2014   | |
| 13 | Торањ ОКО (Јужни торањ)                              |       | Москва                                                                  | 254 m         | 49          | 2014   | |
| 14 | Кула Федерација (Западни торањ/Запад)                |       | Москва                                                                  | 242,2 m       | 62          | 2008   | |
| 15 | Главна зграда Московског државног универзитета       |       | Москва                                                                  | 240 m         | 36          | 1953   | |
| 16 | Империја                                             |       | Москва                                                                  | 239 m         | 60          | 2010   | |
| 17 | Кућа на Мосфилмовској                                |       | Москва                                                                  | 213 m         | 54          | 2010   | |
| 18 | Торањ Исет                                           |       | Јекатеринбург                                                           | 212,8 m       | 52          | 2016   | Торањ Исет је највиша завршена зграда у Јекатеринбургу и највиша зграда у азијском делу Русије. |
| 19 | Хотел Радисон Ројал (Хотел Украјина)                 |       | Москва                                                                  | 198 m         | 34          | 1957   | |
| 19 | Триколор ТВ Торањ A                                  |       | Москва                                                                  | 194 m         | 56          | 2014   | |
| 20 | Триколор ТВ Торањ Б                                  |       | Москва                                                                  | 192 m         | 58          | 2015   | |
| 21 | Континентал                                          |       | Москва                                                                  | 191 m         | 48          | 2011   | |
| 22 | Висотскиј облакодер                                  |       | Јекатеринбург                                                           | 188,3 m       | 53          | 2011   | |
| 23 | Воробјови Гори (зграда на Врапчевим брдима Торањ II) |       | Москва                                                                  | 188,2 m       | 49          | 2004   | |
| 24 | Шкрлатна једра                                       |       | Москва                                                                  | 179 m         | 48          | 2003   | |
| 25 | Торањ Еделвајс                                       |       | Москва                                                                  | 176 m         | 43          | 2003   | |
| 25 | Котелническаја насип                                 |       | Москва                                                                  | 176 m         | 32          | 1952   | Први облакодер који ће бити изграђен у Русији. |
| 26 | Главна зграда Министарства спољних послова Русије    |       | Москва                                                                  | 172 m         | 27          | 1953   | |
| 26 | Торањ Нордстар                                       |       | Москва                                                                  | 172 m         | 42          | 2009   | |
| 27 | Миракс-Плаза Русија (Торањ B)                        |       | Москва                                                                  | 167 m         | 41          | 2010   | |
| 28 | Свисотел Красње Холми                                |       | Москва                                                                  | 165 m         | 34          | 2005   | |
| 29 | ВелХоус на Лењинскиј                                 |       | Москва                                                                  | 162 m         | 46          | 2009   | |
| 30 | Кудринскаја квадрат                                  |       | Москва                                                                  | 160 m         | 41 (22)     | 1954   | |
| 31 | Зграда на Врапчевим брдима Торањ I                   |       | Москва                                                                  | 155 m         | 44          | 2004   | |
| 31 | Зграда на Врапчевим брдима Торањ III                 |       | Москва                                                                  | 155 m         | 44          | 2004   | |
| 31 | Авенија 77                                           |       | Москва                                                                  | 155 m         | 45          | 2009   | |
| 34 | Зграда Газпрома                                      |       | Москва                                                                  | 150,9 m       | 35          | 1994   | |
| 34 | Свердловск                                           |       | Јекатеринбург                                                           | 150,9 m       | 37          | 2015   | |

## Највише зграде које су предложене, одобрене или у изградњи

### У изградњи
| РБ | Назив           | Слика | Локација    | Висина m (ft) | Бр спратова | Почетак изградње | Планиран завршетак изградње | Напомене            | Референце |
| -- | --------------- | ----- | ----------- | ------------- | ----------- | ---------------- | --------------------------- | ------------------- | --------- |
|    | One Tower       |       |             | 442,8 m       | 109         | 2019             | 2024                        |                     | [ 4 ]     |
| 2  | Ахмат Торањ     |       | Грозни      | 435 m         | 102         | 2016             | 2024?                       | Изградња на чекању. | [ 5 ]     |
| 5  | Велики торањ    |       | Москва      | 283 m         | 50          | 2013             | 2022                        |                     | [ 5 ]     |
|    | Space Tower     |       | Москва      | 256           | 61          | 2020             | 2023                        |                     | [ 6 ]     |
| 6  | МФК Крокус град |       | Красногорск | 216,8 m       | 51          | 2014             | /                           |                     | [ 5 ]     |
|    | Time Tower      |       | Москва      | 141,2         | 34          | 2020             | 2023                        |                     | [ 6 ]     |

## Временска линија највиших зграда
Ово је списак историје највиших зграда у Русији; она укључује зграде које су некада имале назив највише зграде у Русији.
| Назив                                          | Слика | Локација        | Број година колико су највише | Висина ft (m) | Бр спратова | Референца |
| ---------------------------------------------- | ----- | --------------- | ----------------------------- | ------------- | ----------- | --------- |
| Котелническаја насип                           |       | Москва          | 1952–1953                     | 176 m         | 32          |           |
| Главна зграда Московског државног универзитета |       | Москва          | 1953–2006                     | 240 m         | 36          |           |
| Палата Тријумф                                 |       | Москва          | 2006–2007                     | 264,1 m       | 52          |           |
| Набрежнаја Торањ (Москва)                      |       | Москва          | 2007–2009                     | 268,4 m       | 61          |           |
| Торањ Главни град (Торањ Москва)               |       | Москва          | 2009–2012                     | 306,6 m       | 76          |           |
| Градски торањ Меркур                           |       | Москва          | 2012-2015                     | 338,8 m       | 75          |           |
| Торањ ОКО (Јужни торањ)                        |       | Москва          | 2015–2016                     | 354,1 m       | 85          |           |
| Кула Федерација                                |       | Москва          | 2016–2018                     | 374 m         | 95          |           |
| Лахта Центар                                   |       | Санкт Петербург | 2018-данас                    | 462           | 87          |           |